# Dinarthrum baenzigeri
Dinarthrum baenzigeri är en nattsländeart som beskrevs av Malicky och Chantaramongkol 1994. Dinarthrum baenzigeri ingår i släktet Dinarthrum och familjen kantrörsnattsländor. Inga underarter finns listade i Catalogue of Life.